# Miguel Méndez
Miguel Méndez Martínez (Vigo, 2 maart 1967) is een Spaans basketbalcoach.

## Carrière
Martínez maakte zijn debuut als hoofdcoach in 2001 voor de Spaanse eersteklasser Celta de Vigo. In 2011 maakte hij de overstap naar het damesbasketbal en werd hoofdcoach van Rivas Ecópolis. In 2013 verhuisde hij naar Famila Wüber Schio in Italië. In 2018 ging hij naar UMMC Jekaterinenburg in Rusland. Met UMMC won hij drie keer de EuroLeague Women. In 2018 wonnen ze van Sopron Basket uit Hongarije met 72-53. In 2019 wonnen ze van Dinamo Koersk uit Rusland met 91-67. In 2021 wonnen ze van Perfumerías Avenida uit Spanje met 78-68. In 2021 werd hij hoofdcoach van Spanje. Op het Europees kampioenschap basketbal vrouwen 2023 won hij zilver. In 2022 ging hij naar Virtus Bologna in Italië. In 2025 verhuisde hij naar Fenerbahçe in Turkije.

## Erelijst
- Russische superliga: 2018, 2019, 2020, 2021
- Beker van Rusland: 2019
- Turks landskampioen: 2025
- Italiaans landskampioen: 2014, 2015, 2016
- Coppa Italia: 2014, 2015
- Supercoppa Italiana: 2013, 2014, 2015, 2016
- Copa de la Reina: 2013
- EuroLeague Women-kampioen: 2018, 2019, 2021
- FIBA Europe SuperCup Women: 2018, 2019
- Europees kampioenschap:  2023